# Bambufrötangara
Bambufrötangara (Sporophila falcirostris) är en fågel i familjen tangaror inom ordningen tättingar.

## Utseende och läte
Bambufrötangaran är en 11 cm lång mestadels grå frötangara. Hanen är ljust blågrå, mot nedre delen av buken vit. Undre stjättäckarna är beigebruna. Näbben är distinkt helgul med hög och böjd över näbbhalva och kraftig undre. På vingarna syns en vit handbasfläck. Honan liknar hanen men är mer sotbrun och har mörk näbb. Lätet består av en mycket ljus och sträv drill följt av enstaka toner.

## Utbredning och systematik
Fågeln förekommer i låglänta områden i sydöstra Brasilien, Paraguay och nordöstra Argentina (Misiones). Den behandlas som monotypisk, det vill säga att den inte delas in i några underarter.

### Familjetillhörighet
Liksom andra finkliknande tangaror placerades denna art tidigare i familjen Emberizidae. Genetiska studier visar dock att den är en del av tangarorna.

## Status och hot
Bambufrötangaran har en världspopulation bestående av uppskattningsvis endast 2 500–10 000 vuxna individer. Den tros också minska i antal till följd av habitatförlust. Den är därför upptagen på internationella naturvårdsunionen IUCN:s röda lista över hotade arter, kategoriserad som sårbar (VU).